# Hochfrottspitze
Hochfrottspitze – szczyt w Alpach Algawskich, części Alp Bawarskich. Leży na granicy między Austrią (Tyrol), a Niemcami (Bawaria). Trzeci co do wysokości szczyt Alp Algawskich. Sąsiaduje z Trettachspitze i Mädelegabel. Jest najwyższym szczytem niemieckiej części Alp Algawskich. 
Pierwszego wejścia, w 1869 r., dokonał Hermann von Barth.